# Carol Yager
Carol Ann Yager (26 janvier 1960 – 18 juillet 1994) est une Américaine, détentrice du record de la femme la plus lourde du monde.
Lorsqu'elle a été admise à l'hôpital en 1993 elle pesait 1 189 livres (soit 539 kg).